# Rayleighverstrooiing

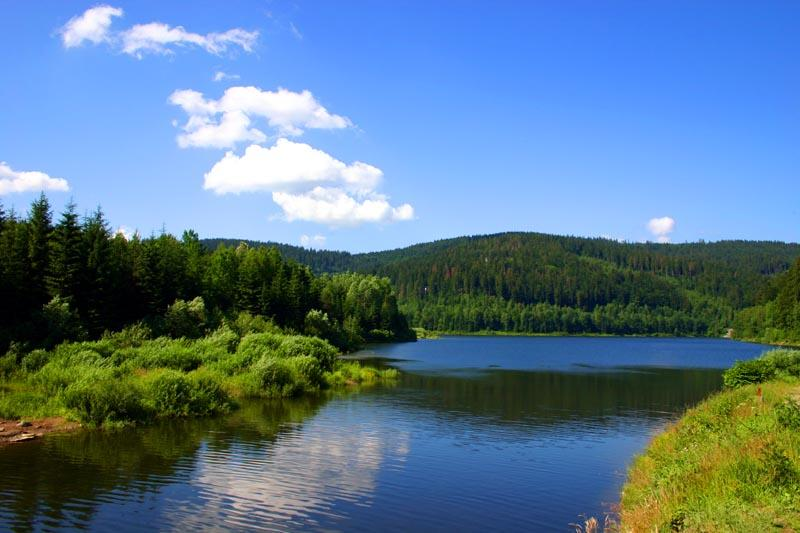
Verstrooiing van licht maakt de lucht op Aarde blauw...

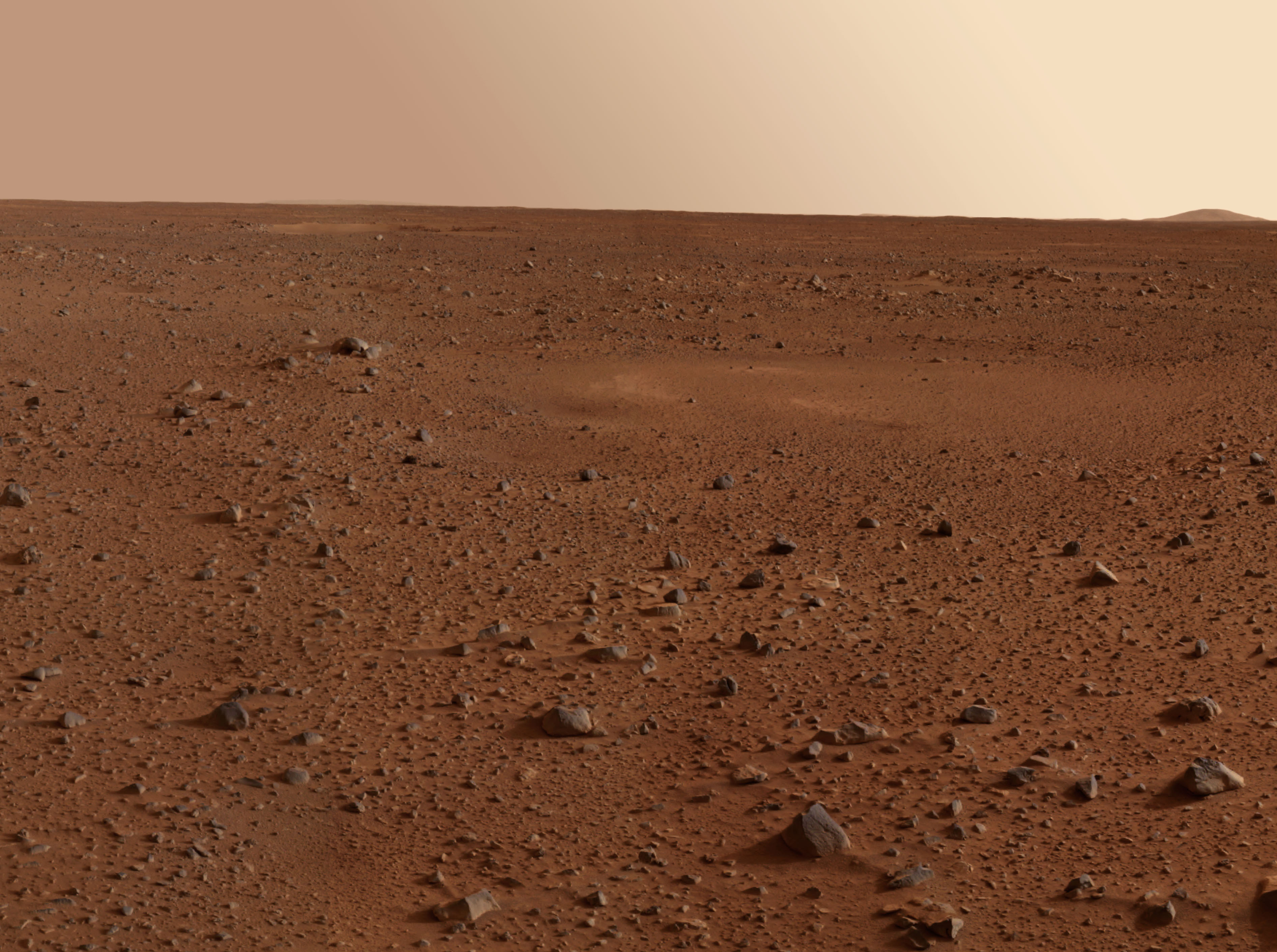
... en op Mars geel-rood. De atmosfeer is er immers veel ijler waardoor blauw licht nauwelijks verstrooid wordt. Stofdeeltjes absorberen daarnaast voornamelijk blauw licht.

Rayleighverstrooiing is de verstrooiing van licht door deeltjes die kleiner zijn dan de golflengte van het licht. Het effect werd genoemd naar Lord Rayleigh die het verklaarde. Rayleighverstrooiing treedt op wanneer licht door een transparante vloeistof of vaste stof gaat, maar kan het duidelijkst worden waargenomen bij gassen. Rayleighverstrooiing in de atmosfeer is de reden waarom de onbewolkte lucht blauw is.

## Deeltjesgrootte en golflengte
De hoeveelheid rayleighverstrooiing voor een lichtstraal is afhankelijk van de grootte van de deeltjes en de golflengte van het licht. De golflengte-afhankelijkheid is bijzonder sterk: de hoeveelheid verstrooid licht is omgekeerd evenredig met de vierde macht van de golflengte. In formulevorm is de intensiteit van een verstrooide lichtstraal:
{\displaystyle I=I_{0}{\frac {1+\cos ^{2}\theta }{2R^{2}}}\left({\frac {2\pi }{\lambda }}\right)^{4}\left({\frac {n^{2}-1}{n^{2}+2}}\right)^{2}\left({\frac {d}{2}}\right)^{6}}
waarbij R de afstand is tot een deeltje, θ de verstrooiingshoek ten opzichte van de invallende straal met intensiteit {\displaystyle I_{o}}, n de brekingsindex van het deeltje, en d de diameter van het deeltje.
Indien het invallend licht gepolariseerd is (bijvoorbeeld van een laser), dan dient men in bovenstaande formule de term 1+cos²θ te vervangen door sin²θ.

## Blauwe lucht

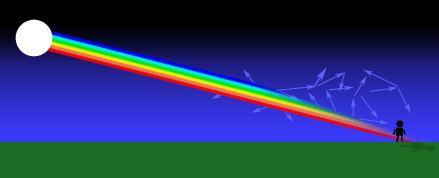
Rayleighverstrooiing bij de zon

De sterke golflengte-afhankelijkheid {\displaystyle (1/\lambda )^{4}} zorgt ervoor dat blauw licht veel meer wordt verstrooid dan rood licht: blauw licht heeft een golflengte die ongeveer twee keer zo kort is als rood licht, en blauw licht wordt daardoor {\displaystyle 2^{4}=16} keer zo goed verstrooid. De atmosfeer verstrooit het licht naar alle kanten en geeft de zachtblauwe kleur behalve waar men de zon direct ziet.
Men zou dan ook kunnen denken: "Waarom is de hemel niet violet? De golflengte daarvan is immers nog kleiner." Maar de verklaring daarvan is dat het menselijk oog niet zo gevoelig is voor paars licht als voor blauw licht.
Het rode gedeelte van het licht wordt dus minder verstrooid en gaat verder door de dampkring heen of verlaat deze zelfs weer.

## Rode zon
Het effect kan ook worden gezien bij zonsopgang en zonsondergang, wanneer het zonlicht een veel grotere afstand door de atmosfeer moet afleggen om bij de grond te komen. Deze extra weg door de atmosfeer zorgt voor nog meer verstrooiing van het blauwe – en in mindere mate groene – licht, maar nog steeds weinig verstrooiing van rood licht. Dit kan worden gezien als een duidelijke roodverkleuring van de hemel in de richting van de zon. In verzwakte vorm van dit effect zorgt de verzwakking van het blauwe licht voor een geelverkleuring van de zon.
Hetzelfde gebeurt ook wanneer de maan heel laag boven de horizon staat, waardoor maanlicht een lichte rode verkleuring ondergaat.

## Andere verstrooiing
Als de deeltjes groter zijn dan de golflengte van het licht, dan is de mate van verstrooiing niet meer afhankelijk van de golflengte en kan het licht dus niet in verschillende kleuren scheiden. Zulke verstrooiingsprocessen kunnen bijvoorbeeld gezien worden in een wolk (de waterdruppels zijn groter dan de golflengte van het licht) die er dus in daglicht wit uitziet. Andere voorbeelden zijn in water opgeloste macromoleculen zoals in melk, zie Tyndall-effect.